# 6965 Niyodogawa
A 6965 Niyodogawa (ideiglenes jelöléssel 1990 VS2) a Naprendszer kisbolygóövében található aszteroida. Tsutomu Seki fedezte fel 1990. november 11-én.